# Kenta Nagasawa
Pour les articles homonymes, voir Nagasawa.
Kenta Nagasawa (長澤 憲大, Nagasawa Kenta), né le 8 décembre 1993, est un judoka japonais évoluant dans la catégorie des moins de 90 kg. 
Il a remporté une médaille de bronze aux championnats du monde 2018 dans la catégorie poids moyens mais compte également trois titres de champion du monde par équipe mixtes.

## Carrière
Nagasawa remporte une médaille de bronze aux Universiades 2015 à Gwangju puis, peu de temps après, il remporte son premier tournoi Grand Prix à Qingdao. En mai 2017, Nagasawa remporte le Grand Chelem à Ekaterinbourg. À la fin de l'année, il remporte le tournoi du Grand Chelem de Tokyo.
En avril 2018, Nagasawa remporte les championnats du Japon en battant Mashu Baker en finale. Aux Championnats du monde 2018 à Bakou, il perdu en quarts de finale contre le Cubain Iván Felipe Silva mais remporte lors des repêchages une médaille de bronze avec des victoires sur le Tadjik Komronschohi Ustopirijon et le Hongrois Krisztián Tóth.
En 2019, Nagasawa atteint de nouveau la finale des Championnats du Japon mais perd face à Shoichiro Mukai. Début 2020, Nagasawa s'inclin face à l'Espagnol Nikoloz Sherazadishvili en finale du tournoi du Grand Slam de Paris.

## Palmarès

### Compétitions internationales
| Année | Compétition           | Lieu     | Résultat | Catégorie      |
| ----- | --------------------- | -------- | -------- | -------------- |
| 2017  | Championnats du monde | Budapest | 1er      | Par équipes    |
| 2018  | Championnats du monde | Bakou    | 3e       | Moins de 90 kg |
| 2018  | Championnats du monde | Bakou    | 1er      | Par équipes    |
| 2019  | Championnats du monde | Tokyo    | 1er      | Par équipes    |
| 2021  | Championnats du monde | Budapest | 1er      | Par équipes    |